# Raoul (roi des Francs)
Pour les articles homonymes, voir Raoul.
Raoul ou Rodolphe, né vers 890 et mort en 936, est successivement duc de Bourgogne (921-923) puis roi des Francs (923-936).

## Le nom du roi
Les textes originaux latins appellent tous et uniquement le roi Rodulfus, soit Rodolphe (ce nom vient de la famille de sa mère Adélaïde, une Welf de Bourgogne, et c'est le nom de son oncle maternel : voir ci-dessous). Raoul vient du francique rad (conseil) et wulf (loup), alors que Rodolphe vient de hrod (gloire) et wulf (loup). La similitude phonétique de ces deux prénoms d'origine germanique a conduit à les confondre : le roi s'appelait donc en fait Rodolphe et on l'appelle traditionnellement Raoul, quelque peu abusivement.

## Origine familiale
Raoul est un membre de la famille des Bivinides, descendant de Bivin (de plus il est Welf par sa  mère, et très probablement Bosonide par sa grand-mère paternelle). Il est le fils de Richard II de Bourgogne dit le Justicier, duc de Bourgogne, et d'Adélaïde de Bourgogne, fille de Conrad II de Bourgogne (un Welf). Il est le neveu de Rodolphe Ier de Bourgogne, de Charles II le Chauve (par alliance) et du roi Boson de Provence, sa mère étant en effet la sœur du roi Rodolphe Ier de Bourgogne et son père le frère du roi Boson de Provence et de Richilde d'Ardennes, concubine et seconde épouse de Charles II le Chauve. Il est le gendre du roi Robert Ier ou le cousin germain de l'empereur Louis l'Aveugle et du roi Rodolphe II. Mais c'est le seul roi de France qui ne se rattache pas directement à l'une des trois grandes familles royales franques : les Mérovingiens, les Carolingiens et les Robertiens — quoique l'hypothèse ait été avancée que Raoul pourrait se rattacher agnatiquement à la lignée de Jérôme (fils de Charles Martel) et donc appartenir à une branche collatérale des Carolingiens — c'est cependant lui, beau-frère du robertien Hugues le Grand et gendre du roi (robertien) Robert Ier, qui est élu roi des Francs.

## L'accession au trône

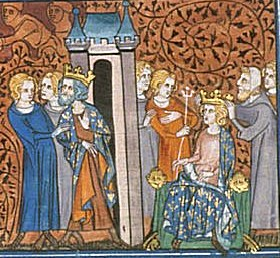
Enluminure du XIVe siècle représentant l'emprisonnement de Charles III et le couronnement de Raoul.

En 921, il succède à son père et devient duc de Bourgogne, comte d’Auxerre, comte d’Autun et d'Avallon, abbé laïc de Saint-Germain d’Auxerre et de Sainte-Colombe de Saint-Denis-lès-Sens.
Il épouse Emma, fille du roi Robert Ier et sœur du duc des Francs Hugues le Grand. Emma est aussi la demi-sœur d'Adèle, l'épouse du comte Herbert II de Vermandois. À la mort de Robert Ier à la bataille de Soissons le 15 juin 923, les grands du royaume, ne voulant pas rendre la couronne à Charles III le Simple, le choisissent pour roi. En effet, son beau-frère Hugues le Grand a refusé le titre de crainte d'abandonner ses comtés et de perdre ainsi son influence sur les grands[réf. nécessaire]. Le 13 juillet 923, Raoul est sacré à l’abbaye Saint-Médard de Soissons.
De son mariage avec Emma il eut un fils nommé Louis, mort en 934,.

## Début de règne contesté et lutte contre les envahisseurs normands (923-929)
Pendant les premières années de son règne, Raoul, malgré de réelles qualités, rencontre des difficultés pour se faire reconnaître comme roi par les grands vassaux, d'autant que Herbert II de Vermandois dispose d'un moyen de pression précieux dans la mesure où il retient prisonnier Charles le Simple depuis le 17 juillet 923 et menace régulièrement de le libérer.
En 924, il est contraint de combattre sur les bords de l'Oise les Normands de Rollon que Charles III le Simple avait appelés à son secours avant qu'Herbert II de Vermandois ne le fasse prisonnier. Poursuivi jusqu'en Normandie, Rollon demande à négocier la paix ; en échange de l'arrêt de ses incursions, il reçoit l’Hiémois et le Bessin.
Alors que Raoul est retenu dans la France du nord, le 6 décembre 924, les comtes Garnier de Sens, Manassès de Dijon, avec les évêques Josselin de Langres et Ansegise de Troyes, infligent une sévère défaite à Ragenold de Nantes, autre chef viking qui, après s'être aventuré jusqu'en Bourgogne, se retirait vers le nord chargé de butin, à la bataille de Calaus mons (qui est peut-être Chalmont, entre Milly-la-Forêt et Barbizon, ou Chalaux, sur la rivière du même nom, dans la Nièvre, ou encore à l'embouchure de l'Arconce près du lieu-dit Caro, devenu depuis Carrouges).

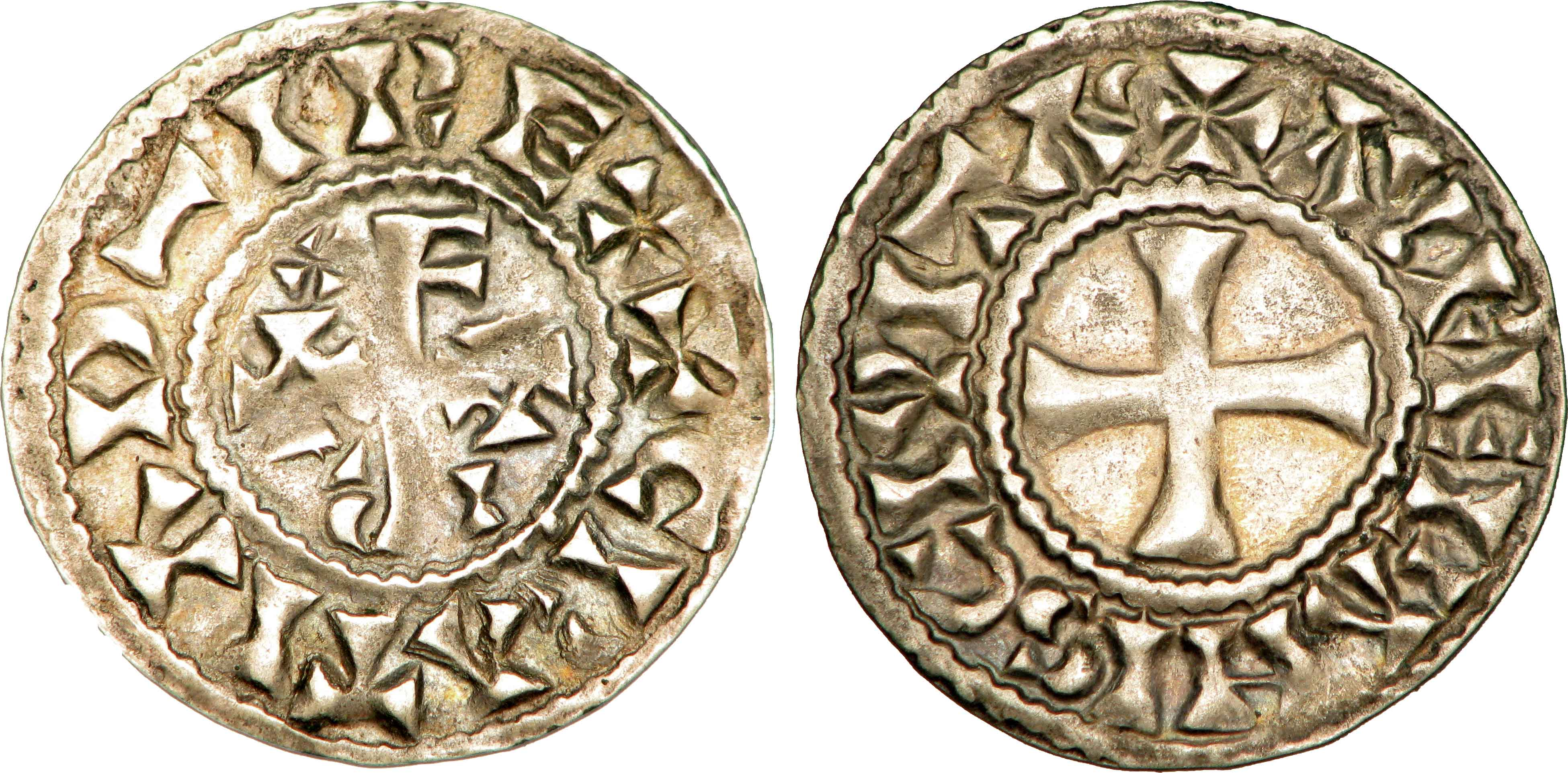
Denier sous Raoul de Bourgogne.

Au cours de l’été 925, Raoul réussit à rassembler une grande armée pour combattre les Normands qui ont une nouvelle fois rompu la paix. Avec l’aide d’Herbert II de Vermandois, d'Helgaud de Ponthieu, d’Arnoul Ier de Flandre et de son frère Adalolphe de Boulogne, il remporte ainsi à Eu une grande victoire qui fait de nombreuses victimes dans les rangs ennemis. Mais l'année suivante, les Normands mettent à mal l'ost royal à la bataille de Fauquembergues sur l'Aa, près de Thérouanne, entre Saint-Omer et Montreuil. Au cours de cette bataille, tandis que le comte Helgaud de Ponthieu est tué, Raoul est si grièvement blessé qu’il est contraint de fuir les combats et de regagner Laon. Les vainqueurs ont le champ libre pour piller le pays jusqu’aux frontières de la Lorraine.
Après la mort du comte Roger Ier de Laon survenue en 926, Herbert II de Vermandois revendique le comté laonnois pour Eudes, son fils aîné. Il s'y établit contre la volonté initiale de Raoul qui finalement cède dans la crainte qu’Herbert II de Vermandois ne libère Charles III le Simple qu’il retient toujours prisonnier à Péronne. Cette crainte disparaît le 7 octobre 929, jour qui voit la mort de l'ex-roi Charles III le Simple après plusieurs années de captivité.

## Consolidation de la royauté et lutte contre les dernières invasions (930-936)
En 930, Raoul reçoit l'hommage de Guillaume Ier de Normandie (Guillaume Longue Epée), fils et successeur de  Rollon, son père. Il doit cependant pour cela lui octroyer le Cotentin. Cette même année, Herbert II de Vermandois s'empare du château de Vitry-en-Perthois appartenant à Boson, frère cadet du roi Raoul. Ce dernier s’allie alors avec son beau-frère Hugues le Grand pour combattre Herbert II de Vermandois. En 931, ils pénètrent dans Reims et en chassent l'archevêque Hugues, fils d'Herbert II de Vermandois. Herbert II de Vermandois est obligé dans un premier temps de rendre Vitry, Laon, Château-Thierry et Soissons, mais recevant de l’aide d’Henri Ier, il ravage la région autour de Reims et de Laon. Finalement et en échange de sa soumission, Raoul lui rend ses domaines, sauf Reims, Château-Thierry et Laon.
En 935, il met en déroute un autre envahisseur venu de l'Est, les Hongrois qui font leur apparition en Champagne et en Bourgogne. À partir de cette date, le royaume sera temporairement épargné par les invasions.
Raoul a également eu une politique à l'est de son royaume, visant à étendre son influence et à se faire respecter. En 923, à la demande de nobles lotharingiens francophiles, il prétend à la succession du royaume de Lotharingie dont le dernier roi était Charles le Simple, pour contrer les ambitions d'Henri Ier l'Oiseleur de Germanie. Il passe la Meuse et va jusqu'à Saverne en Alsace. Mais il doit renoncer quand toute la Lotharingie, en 925, bascule sous l'autorité d'Henri l'Oiseleur. Par ailleurs, il intervient en 931/932 dans les affaires de Bourgogne-Provence, en soutenant Charles-Constantin, le fils de Louis l'Aveugle, qui sauve ainsi son comté de Vienne à défaut de retrouver le royaume paternel de Bourgogne-Arles.

## Mort et inhumation
Le 15 janvier (le 2 après les ides de janvier) 936, après treize ans de règne difficile, le roi, malade depuis l'automne 935, meurt à Auxerre, atteint de pédiculose corporelle, prolifération de poux sur tout le corps. Il est inhumé dans l’église abbatiale de Sainte-Colombe près de Sens, où l'on peut toujours voir, dans la crypte, son sarcophage vide et abandonné. Il est inhumé auprès de son  père, devant le grand autel, dans cette église qu'il avait enrichie mais aussi augmentée de nombreux biens. Son tombeau se composait d'une statue du roi soutenue par quatre colonnes en pierre. Au bas était gravé, en caractères gothiques : Radulphus, Rex. Il fut saccagé par les protestants durant les guerres de religion, puis relevé après leur départ et rétabli dans le chœur. En 1721, à l’occasion de travaux dans l’église, on découvrit au-dessous du monument un gros mur et un caveau en forme de berceau, construit en ciment très dur. Des fouilles furent pratiquées, mais on n’y trouva qu’un peu de poussière. C’étaient les cendres du roi Raoul. Finalement, en 1792, les derniers débris du monument disparurent.

## Succession
N’ayant pas d’enfant en mesure d'hériter, c'est son frère, Hugues le Noir, qui lui succède à la tête du duché de Bourgogne. Pour la même raison, à la mort de Raoul, Hugues le Grand fait appel à l'héritier légitime de la dynastie des Carolingiens, Louis IV d'Outremer. Ce dernier, une fois réinstallé sur le trône, donne à Hugues la confirmation de ses charges et le titre de duc des Francs. Hugues le Grand renonce donc à briguer le trône pour lui-même, n'ayant alors pas d'enfant ou de frère à qui confier ses honores et ses possessions : devenir roi serait s'affaiblir[réf. incomplète]. Une autre hypothèse, non contradictoire, est d'éviter l'opposition d'autres grands seigneurs du royaume, en particulier Hugues le Noir et Herbert II de Vermandois.